# Р-106
Р-106 («РБС» / «Плахпет») — переносная ранцевая ламповая УКВ-радиостанция батальонной сети, предназначенная для работы в симплексном режиме c амплитудной модуляцией с механическим полудуплексом. Обеспечивает связь телефоном, работает в УКВ-диапазоне с использованием общей волны как для передачи, так и для приема. Производилась с 1949 года.

## Конструкция
Р-106 собрана по трансиверной схеме. Общие элементы приёмника и передатчика — задающий генератор, усилитель НЧ и антенный контур. Питание осуществляется от аккумуляторной батареи 2НКН-24, от которой питаются цепи накала ламп (непосредственно) и анодно-экранные цепи (через вибропреобразователь). Весь комплект радиостанции размещается при транспортировке в укладочном ящике.
- В режиме приёма сигнал идёт с антенны на антенный контур, затем на каскад усиления ВЧ на лампе 2Ж27Л, затем в смеситель на лампе. Туда подаётся сигнал гетеродина (задающего генератора), собранного на лампе 2П29Л. Со смесителя сигнал ПЧ идёт на сверхрегенеративный каскад на лампе 2Ж27Л, где происходит основное усиление, фильтрация и детектирование АМ. Оттуда сигнал НЧ через ФНЧ подаётся на каскад предварительного усиления НЧ на 2Ж27Л (усилитель сигнала микрофона в режиме передачи), далее подаётся на каскад оконечного УНЧ (лампа УВЧ) и через выходной выходной трансформатор на телефоны гарнитуры или микротелефонную трубку[2][1].
- В режиме передачи сигнал идёт с задающего генератора (гетеродина) на каскад усиления мощности на лампе 2П29Л (там происходит амплитудная модуляция) и через антенный контур в антенну. Перестраиваемые по частоте элементы находятся в трёх контурах: антенном, задающем генератора и выходном генератора. Перестраиваются одной ручкой с фиксатором на 18 положений. Также в режиме передачи параллельно сеточному контуру задающего генератора подключается дополнительная емкость, которая снижает частоту генератора на величину ПЧ[2][1].

## Применение
Станция работает с гибкой штыревой антенной Куликова высотой 1,5 м и лучевой антенной длиной 30 м. При работе на штыревую антенну двусторонняя устойчивая связь с радиостанцией обеспечивается на расстоянии до 1,5 км и возможна на среднепересечённой местности в любом положении радиста (стоя, лёжа, на ходу) и радиостанции (на земле или в окопе). Та же дальность связи обеспечивается на лучевую антенну при работе из укрытий, а на среднепересечённой местности лучевая антенна увеличивает дальность связи до 3 км. Дальность и надёжность связи в батальонной сети не зависят от состояния погоды, времени года и суток.

## Характеристики[2][1]
- Масса:
  - Всей радиостанции — 10,8 кг
  - В укладочном ящике — 27 кг[1]
- Размеры: 310 х 215 х 225 мм
- Напряжение питания: 2,4 В
- Источник питания: аккумулятор 2НКН-24 (вибропреобразователь в анодное напряжение)
- Потребляемый ток:
  - На приём — 1,6 А
  - На передачу — 2,6 А

- Рабочие частоты: 46,1 — 48,65 МГц, в т.ч. 18 фиксированных частот с шагом 150 кГц
- Формирование частоты: плавный гетеродин (LC-генератор)
- Приёмник: супергетеродин с одним преобразованием (сверхрегенеративный детектор)
- Промежуточная частота: 7,3 МГц
- Выходная мощность передатчика: 0,1 Вт
- Время непрерывной работы: до 12 ч (при соотношении прием/передача 3:1)

## Разработка и производство
Воронежский завод «Электросигнал». Название «Плахпет» - производная от фамилий ведущих разработчиков: Плахотник, Сергей Митрофанович и Петров Константин Яковлевич. За разработку радиостанции 6 человек удостоены Государственной (Сталинской) премии СССР.